# ジャック・ガンブラン
ジャック・ガンブラン（Jacques Gamblin, 1957年11月16日 - ）は、フランス・マンシュ県のグランヴィル出身の俳優。

## 経歴
1982年より、Théâtre de Caen (カン)で舞台俳優として活動を開始。
1985年に映画デビューし、1986年にはテレビ映画にも出演する。
2002年、『レセ・パセ 自由への通行許可証』でベルリン国際映画祭男優賞を受賞した。

## 主な出演作品
- レ・ミゼラブル Les Misérables (1995)
- パリのレストラン（フランス語版） Au petit Marguery (1995)
- À la vie, à la mort ! (1995／ロベール・ゲディギアン)
- 私の男 Mon homme (1996／ベルトラン・ブリエ)
- ペダル・ドゥース Pédale douce (1996)
- カンゾー先生 (1998) - オランダ兵の捕虜ビート
- 嘘の心 Au coeur du mensonge (1999)
- クリクリのいた夏 Les Enfants du marais (1999)
- マドモワゼル Mademoiselle (2001)
- レセ・パセ 自由への通行許可証 Laissez-passer (2002)
- めざめ Carnages (2002)
- 美しき運命の傷痕 L'enfer (2005)
- 私たちの再会 Nos retrouvailles (2007)
- 折れないヤツら！ Les Irréductibles TV5MONDEで放映
- 忘れられた女たち Les Oubliées (2008／テレビ・ミニシリーズ) TV5MONDEで放映
- やっと未亡人！　Enfin Veuve (2008)　＊TV5MONDE放映
- 刑事ベラミー Bellamy (2009)
- 戦争より愛のカンケイ Le nom des gens (2010)
- 最初の人間 Le Premier Homme (2011)
- 潜入 最も危険なテロリスト L'Infiltré (2011／テレビ映画) DVDスルー
- ブラインドマン その調律は暗殺の調べ À l'aveugle (2012)
- パリ、カウントダウン Le jour attendra (2013)
- グレート デイズ！ -夢に挑んだ父と子- De toutes nos forces (2013)
- ヒポクラテスの子供達　Hippocrate (2014)
- シュヴァルの理想宮 ある郵便配達員の夢 L'Incroyable Histoire du facteur Cheval (2018)